# Jean-René Sautier
 (janvier 2013).
Si vous disposez d'ouvrages ou d'articles de référence ou si vous connaissez des sites web de qualité traitant du thème abordé ici, merci de compléter l'article en donnant les références utiles à sa vérifiabilité et en les liant à la section « Notes et références ».
Jean-René Sautier né le 16 février 1923 à Périgueux (Dordogne) et mort le 25 décembre 2012 à Boulogne-Billancourt est un chef d'entreprise français.

## Biographie
Jean-René Sautier passe son enfance en Dordogne entre Périgueux, où travaillent ses parents, et Savignac-les-Églises, où vivent ses grands parents. Il a conservé sa maison de famille à Savignac-les-Églises où il venait occasionnellement.
Après des études secondaires bousculées par la Seconde Guerre mondiale, il entre à la direction générale des impôts du ministère de l'Économie et des Finances en 1948.
Il tente le concours d'entrée de l'ENA (concours fonctionnaire) en 1955. Il est reçu 20e et côtoie les autres élèves de cette promotion connue sous le nom de promotion Vauban sortie en 1959. Parmi les plus célèbres : Jacques Chirac, André Tarallo ou Jean-Yves Haberer. 
À sa sortie de l'ENA, en 1959, il entre comme administrateur civil à la direction du Budget du ministère des Finances. Il y restera trois ans, avant de rejoindre en 1963, la Société nationale des pétroles d'Aquitaine (SNPA) comme chef du département affaires générales, puis en 1968 comme directeur des affaires économiques. 
Grâce à ses études à l'ENA, il est remarqué par le groupe Elf qu'il intègre alors. Il devient responsable pour le centre de Lacq en Béarn et s'entoure d'ingénieurs aux cursus scolaires complets et structure un encadrement de techniciens pour faire face aux défis de l'époque : produire plus, plus vite et moins cher.
Il devient en 1971 directeur de développement à la Société nationale des pétroles d'Aquitaine. 
En 1971, le président de la SNPA, Pierre Guillaumat, le nommera directeur du développement. René Sautier est chargé d'étudier et de proposer à la direction générale des pétroles d'Aquitaine un grand projet de diversification industrielle, pour assurer « l'après Lacq ». C'est ainsi qu'après avoir passé au crible des dizaines de secteurs, il est décidé en 1973 la constitution d'un pôle Santé Beauté qui deviendra plus tard Sanofi, dont René Sautier prend la direction. Cette société n'est alors qu'une start-up d'une dizaine de salariés, dotée de 500 millions de francs à sa création.
René Sautier meurt le 25 décembre 2012 à Boulogne-Billancourt.

## Distinctions
- Officier de la Légion d'honneur[3].
- Officier de l'ordre national du Mérite.
- Chevalier des Arts et des Lettres.
- Mérite agricole.

## Publication
- L'Autre façon d'être patron, InterÉditions, 1989.